# Tứ Lang thám mẫu
Tứ Lang thám mẫu (tiếng Trung: 四郎探母; bính âm: Sìláng Tànmǔ) là một vở Kinh kịch lấy cảm hứng từ Dương gia tướng. Tác phẩm nhiều lần bị cấm ở Trung Quốc.

## Tình tiết

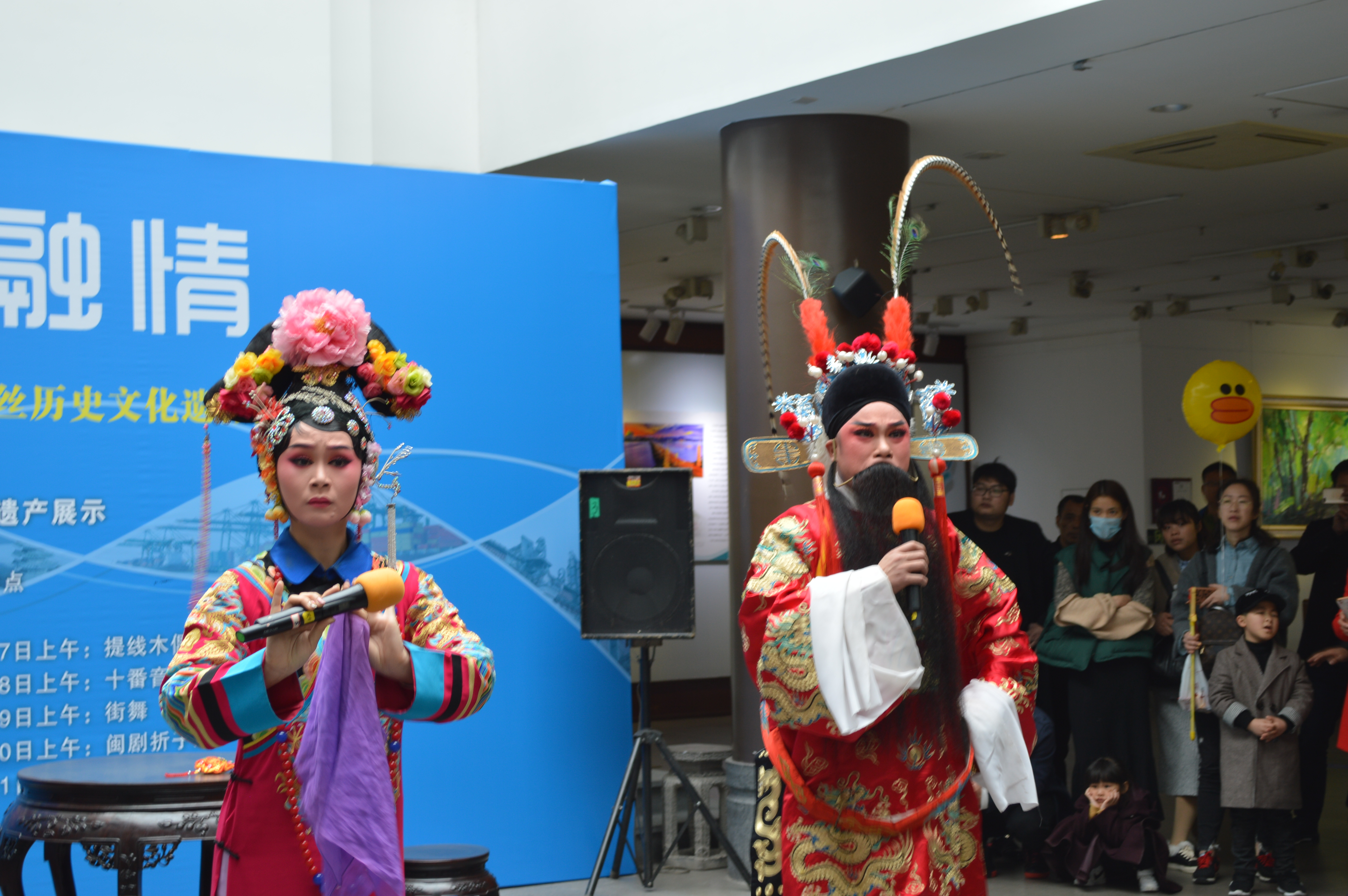
Tứ Lang thám mẫu, buổi biểu diễn Mân kịch tại Tuần triển lãm văn hóa Con đường tơ lụa hàng hải ở Phúc Thanh

Lấy cảm hứng từ các tình tiết trong tiểu thuyết lịch sử triều đại nhà Minh Dương gia tướng, vở kịch lấy bối cảnh thời nhà Tống dưới sự trị vì của Tống Thái Tông gồm mười ba đoạn riêng biệt.
Nhân vật chính của vở kịch là Dương Diên Huy, còn được gọi Dương Tứ Lang (杨四郎), là một vị tướng quân nhà Tống bị quân Liêu bắt giữ. Ông che dấu thân phận của mình và thành hôn với con gái của hoàng hậu nhà Liêu, Thiết Kính Công chúa (铁镜公主). Mười lăm năm sau, hai triều đại tiếp diễn xung đột; Tứ Lang về thăm gia đình với sự giúp sức của vợ nhưng rồi quay trở lại lãnh thổ của quân địch. Lúc đầu ông bị nhạc mẫu tuyên án tử nhưng được miễn phạt cùng lời cảnh cáo sau khi công chúa thay mặt can thiệp.

## Cải biên

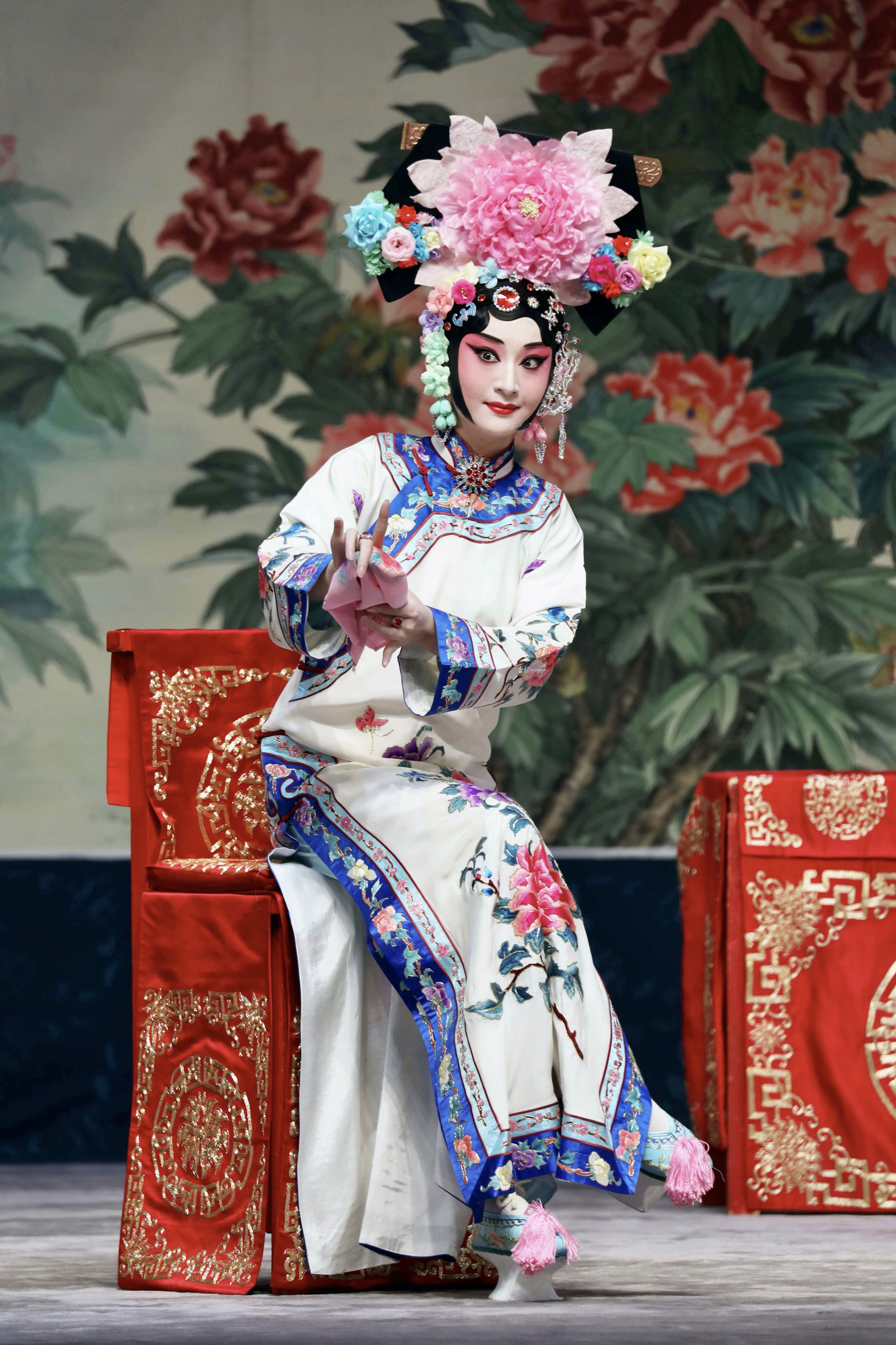
Tứ Lang thám mẫu, Nhà hát lớn Mai Lan Phương, Bắc Kinh.